# Nortelândia
Nortelândia é um município brasileiro do estado de Mato Grosso.

## História
A origem de Nortelândia vem do garimpo e as atividades garimpeiras da região se perdem nos primeiros dias de Diamantino.
Em 1815, consta a abertura do garimpo de São Joaquim, nas imediações do centro da atual cidade de Nortelândia. A atividade garimpeira declinou, sendo substituída pela borracha, que também se exauriu. Por volta de 1937, começou efetivamente a formação do município. O primeiro nome do lugar foi Santana dos Garimpeiros, devido ao orago e ao rio Santana, que banha a cidade. A antiga Santana dos Garimpeiros atraiu muita gente para seus garimpos, especialmente do norte e nordeste do Brasil, derivando daí o nome da cidade, em homenagem aos nordestinos e nortistas que contribuíram, de forma decisiva, à terra que escolheram para morar.
Caso único na história de Mato Grosso, o município foi criado duas vezes, a primeira em 11 de dezembro de 1953, com o nome de Santana dos Garimpeiros, e a segunda a 16 de dezembro do mesmo ano, com o nome de Nortelândia, com leis completamente diferentes, sem que a segunda fizesse menção à primeira, consolidou-se a segunda denominação: Nortelândia.

## Últimos prefeitos eleitos
| Ano  | Prefeito       | Partido | Votos | %     | Ref    |
| ---- | -------------- | ------- | ----- | ----- | ------ |
| 2004 | Vilson Ascari  | PP      | 2.116 | 46,72 | [ 8 ]  |
| 2008 | Neurilan       | PR      | 2.549 | 66,45 | [ 9 ]  |
| 2012 | Neurilan Fraga | PSD     | 2.509 | 58,98 | [ 10 ] |
| 2016 | Zema           | PSD     | 2.127 | 55,30 | [ 11 ] |
| 2020 | Zema           | PP      | 1.720 | 47,28 | [ 12 ] |

### Listas
- Lista de municípios do Brasil por IDH
- Lista de municípios de Mato Grosso por IDH-M
- Lista de municípios de Mato Grosso por PIB
- Lista de municípios de Mato Grosso por área
- Lista de municípios de Mato Grosso por área urbana
- Lista de municípios de Mato Grosso por população
- Lista de estádios de futebol de Mato Grosso
- Lista de aeroportos de Mato Grosso